# IPO9
Importin-9 es una proteína que en humanos está codificada por el gen IPO9.